# Sonja Peters
Sonja Peters (Dordrecht, 25 oktober 1976) is een paralympisch rolstoeltennisspeelster uit Nederland.
Peters is geboren met afwijking aan de beide enkels (dubbele coalitie). Zij begon in 1993 met rolstoeltennis en maakte in 1994 haar debuut op toernooien. In 1995 deed ze voor het eerst mee met internationale tennistoernooien en wist ze te promoveren naar A-speelster. Haar debuut op de Paralympische Spelen had ze wel anders verwacht: hoewel ze met haar dubbelspelpartner Esther Vergeer dat seizoen alle belangrijke toernooien won, werd ze al in de eerste ronde uitgeschakeld.

## Erelijst (selectie)
- 2004 - Athene; zilver in het enkelspel